# Ruissaari, Ilmajoki
Ruissaari är en ö i Finland.   Den ligger i Seinäjoki å i kommunen Ilmola  och landskapet Södra Österbotten, i den sydvästra delen av landet, 300 km norr om huvudstaden Helsingfors.